# Legendaddy
Legendaddy (estilizado en mayúsculas) es el séptimo y último álbum de estudio del cantante puertorriqueño Daddy Yankee, lanzado el 24 de marzo de 2022 por El Cartel Records, Universal Music Group y Republic Records.
Lanzado 10 años después de su anterior álbum de estudio, Legendaddy es el último disco de Daddy Yankee, pues anunció que se retiraría de la música tras finalizar su gira de conciertos de despedida La Última Vuelta World Tour, en enero de 2023. Decidió retirarse mientras trabajaba en el disco, ya que se sentía cumplido y quería disfrutar de todo lo que había logrado con su carrera. Es su primer y único álbum lanzado bajo Universal, en lugar de su división latina, luego de firmar un acuerdo de distribución global multimillonario en 2020.
Daddy Yankee describió sus temas como «lucha, fiesta, guerra y romance». Musicalmente, Legendaddy es principalmente un disco de reguetón que incorpora trap y elementos de salsa, bachata, cumbia, dembow y electronic dance music. Coescribió y coprodujo las 19 pistas, para las cuales reclutó a productores como Play-N-Skillz, Dímelo Flow, Luny, Tainy y Chris Jeday. Cuenta con colaboraciones de Bad Bunny, Becky G, el Alfa, Lil Jon, Michael Buffer, Myke Towers, Natti Natasha, Nile Rodgers, Rauw Alejandro, Pitbull y Sech. El álbum recibió críticas en su mayoría positivas de los críticos musicales, quienes se refirieron a él como una buena despedida de su retiro, aunque algunas de sus pistas fueron criticadas.
Se lanzaron cuatro sencillos del álbum, de los cuales «X última Vez», con Bad Bunny, alcanzó el puesto 23 en el Billboard Global 200 y alcanzó el top 10 en 10 países latinoamericanos y la lista Hot Latin Songs de Estados Unidos. Legendaddy debutó en el número ocho en el Billboard 200, convirtiéndose en el álbum con el puesto más bajo de Daddy Yankee en los Estados Unidos, así como en el lanzamiento latino con menor debut y el ultimo top  en la lista desde diciembre de 2020. También alcanzó el puesto número 20 y 50 en España y Suiza, respectivamente, así como el top 80 en Italia y Canadá.

## Antecedentes
Tras el lanzamiento del sexto álbum de estudio de Daddy Yankee, Prestige (2012) y su mixtape King Daddy (2013), se anunció en 2014 que su próximo proyecto sería King Daddy II, que más tarde pasó a llamarse El Disco Duro y se programó su lanzamiento en 2016. El 26 de octubre de 2016, mostró algunas de las pistas del álbum al creador de Zumba, Beto Pérez, con quien tenía una sociedad, y anunció que sería lanzado durante principios de 2017. El 21 de junio de 2017, cuando se le preguntó sobre el disco, afirmó que el lanzamiento se había pospuesto debido a que los sencillos independientes eran más rentables. Después de más de un año sin noticias sobre el álbum, el colaborador de Vice, Gary Suárez, escribió en 2019 que estaba «completamente muerto en el agua o atrasado para una revisión radical de lo que originalmente pretendía».
El 10 de septiembre de 2020, Daddy Yankee cerró un acuerdo de distribución global con Universal Music Group con planes de lanzar un nuevo álbum y producir un documental sobre la historia del reguetón. Tenía su música distribuida por Universal a través de Capitol Latin desde 2012 y propuso la grabación de un nuevo álbum debido a que le debía varios sencillos al sello. El 15 de septiembre de 2021, Leila Cobo de Billboard declaró que el álbum, entonces sin nombre, se lanzaría en el otoño, mientras que Daddy Yankee insinuó un retiro y dijo que se veía a sí mismo creciendo como productor ejecutivo de películas y documentales. El 23 de septiembre de 2021, durante su discurso de aceptación de su inducción al Salón de la Fama de la Música Latina de Billboard, Daddy Yankee les dijo a sus fanáticos que «disfrutaran de su última ronda musical». Después de eso, el 30 de diciembre de 2021 publicó que iba a «dar su última vuelta al mundo» en 2022.
El 20 de marzo de 2022 publicó un video en sus redes sociales en el que anunciaba su retiro de la música luego de su próxima gira de conciertos de despedida, La Última Vuelta World Tour, así como la fecha de lanzamiento de su último álbum, Legendaddy. En el video, dijo que «daría [a sus fans] todos los estilos que lo han definido [a él] en un solo álbum», al que se refirió como «su mejor producción». El anuncio se hizo en el 27 aniversario del matrimonio de Daddy Yankee y su esposa Mireddys Gonzalez; este último publicó que «[él] había disfrutado de Daddy Yankee durante mucho tiempo, pero ahora es el turno de Raymond Ayala de disfrutar lo que ha construido». La lista de canciones del álbum se publicó el 22 de marzo de 2022, mientras que las funciones invitadas se anunciaron unas horas antes del lanzamiento.
Daddy Yankee decidió retirarse mientras trabajaba en el álbum y luego de darse cuenta de que se estaba «sintiendo bien, satisfecho y realizado» y que tenía que «darse la oportunidad de disfrutar todo lo que había logrado» después de trabajar sin parar durante 32 años. Sintió que había llegado el momento de «buscar algo más allá de la industria» y ser una «persona normal». Decidió presentar una lista de canciones que constaba completamente de canciones nuevas, sin incluir sencillos lanzados anteriormente de años anteriores, afirmando que «daría una impresión porque es algo que ya no se hace». Dijo que tendrá la música como pasatiempo, como solía hacerlo cuando era joven, y que no tenía planes sobre qué hacer después de su retiro.

## Composición

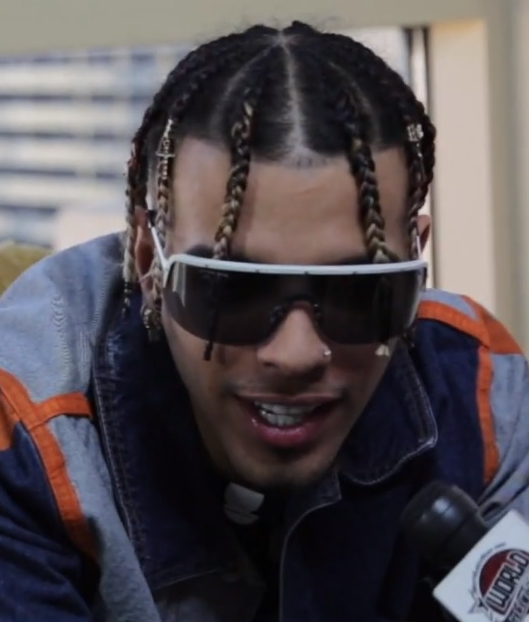
Rauw Alejandro proporcionó la voz para la canción «Agua», «inspirada en la década de 1980», un «sueño hecho realidad» para él.

Daddy Yankee describió los temas del álbum como «lucha, fiesta, guerra y romance», mientras que The New York Times también agregó «automitificación». Principalmente un disco de reguetón, tanto de la vieja escuela como contemporáneo, Legendaddy también incorpora trap y elementos de salsa, bachata, cumbia, dembow y música electrónica de baile. Daddy Yankee coescribió todas las letras con los respectivos invitados y productores de cada pista. Los actos urbanos puertorriqueños Pusho y Justin Quiles coescribieron cuatro y dos canciones, respectivamente. La introducción de 48 segundos tiene la voz del locutor estadounidense Michael Buffer, quien presenta a Daddy Yankee como un «campeón de peso pesado con un récord invicto de 32 años». Le sigue «Campeón», un tema de «reguetón con tintes electro» en el que el rapero resume su trayectoria, se describe a sí mismo como una leyenda y expresa que puede retirarse como un campeón invicto. Lo escribió pensando en su niñez en la pobreza y en los niños que ahora están en la misma situación que él vivió. Quería que los oyentes «se identificaran con él porque todo ser humano tiene un campeón dentro y llegará el momento en que lo podrán sacar».
«Remix» es una canción de reguetón que exalta los atributos de las mujeres con implantes mamarios y glúteos —una alegoría de que las versiones remix son mejores que las originales— e incluye un sample del estribillo de su sencillo «Impacto» (2007). «Pasatiempo» presenta al rapero puertorriqueño Myke Towers y mezcla reguetón con un sample de la melodía del sencillo house «Show Me Love» (1990) de Robin S., con letra sobre el sexo casual y una mujer que quiere divertirse en una discoteca y «sacar la bestia» que lleva dentro. La siguiente pista, «Rumbatón», referido por Daddy Yankee como el buque insignia del álbum, es un «reguetón infundido en bachata» que recuerda a su sencillo «Lo que pasó, pasó» (2004), con el productor puertorriqueño Eliel al piano y el músico estadounidense y ex integrante de Aventura Lenny Santos a la guitarra. La canción toma su estribillo de «Báilame» (2006), escrita por el letrista y rapero puertorriqueño Wise e interpretada por el dúo compatriota Trébol Clan. Daddy Yankee nunca había escuchado «Báilame» hasta que se lo mostró el productor dominicano Luny decidió usar el estribillo para recordar y darle a la canción un sonido retro.
El sencillo «X Última Vez» presenta al rapero puertorriqueño Bad Bunny y es una canción «triste y nostálgica» que combina «ritmos de reguetón de la vieja escuela con sonidos urbanos vanguardistas», con letras sobre «querer reavivar viejos amores» por última vez y «finalmente diciendo adiós a una relación». El título tiene un doble significado al referirse también a la última vez que colaborarán. Bad Bunny hace referencia a «Donde Hubo Fuego» (2004) de Daddy Yankee interpolando su estribillo durante su verso. «Para Siempre» es un «reguetón romántico de medio tiempo», que brinda «vibras de R&B» y se trata de una propuesta de matrimonio. En la pista, Daddy Yankee ofrece líneas que han sido interpretadas como dedicadas a su esposa. En «Uno Quitao' y Otro Puesto», se jacta de su carrera, rapea sobre sus inicios, su «ascenso a la cima», su invencibilidad contra el tiempo y la «cero intimidación» que siente por parte de sus enemigos. La canción usa un ritmo de reguetón de la «vieja escuela», un «bajo pesado» y sonidos de disparos.
«Truquito» es un sketch de 26 segundos que presenta una grabación de 1993 del difunto cantante de salsa estadounidense Frankie Ruíz que sirve como preludio de la siguiente canción, «El Abusador del Abusador», una fusión edificante de reguetón y salsa con letras sobre ser humilde y al mismo tiempo saber el valor de uno. La pista incluye líneas que se han interpretado como dedicadas al cantante puertorriqueño Don Omar, con quien Daddy Yankee solía tener una enemistad, como respuesta a una pista diss de 2006; él lo negó. «Enchuletiao'» es una canción de trap en la que habla de «su eminencia sin igual en el género». La siguiente canción, «Agua», es una pista de «baile inspirada en la década de 1980» que presenta la voz del cantante puertorriqueño Rauw Alejandro y riffs funk de guitarra eléctrica del guitarrista y productor estadounidense Nile Rodgers. Daddy Yankee tachó un elemento de su lista de deseos al trabajar con Rodgers, describiéndolo como una «eminencia musical». Rauw Alejandro publicó que la colaboración fue un «sueño hecho realidad» y reconoció a Daddy Yankee como una de sus inspiraciones. «Zona del Perreo» es una canción contemporánea de reguetón que presenta a la cantante dominicana Natti Natasha y la cantante estadounidense Becky G, para quien Daddy Yankee coescribió y coprodujo su sencillo «Sin Pijama» (2018).
«Hot» presenta al rapero cubano-estadounidense Pitbull y usa el ritmo de «Trompeta y Guaracha» del disc jockey mexicano DJ Morphius y el dúo de producción estadounidense Muzik Junkies. «La Ola» es un «perreo infeccioso de la vieja escuela» con letras coquetas y repetitivas sobre unirse a una fiesta. «Bombón» es una pista de dembow que presenta al rapero dominicano El Alfa y al actor de crunk estadounidense Lil Jon. El Alfa se refirió a la canción como «uno de los mejores momentos» de su carrera ya Daddy Yankee como su ídolo, así como una inspiración y un ejemplo a seguir. «El Rey de lo Imperfecto» es una «canción de cumbia con infusión urbana» romántica sobre un hombre imperfecto «que promete amar incondicionalmente a una persona a través de sus propias inseguridades y dramas». Le sigue «Impares», una canción desgarradora con un «ritmo pesado de reguetón» sobre una pareja incompatible. El álbum se cierra con «Bloke», una pista de reguetón que está fuertemente inspirada en las canciones de Daddy Yankee de la década de 1990 y termina con él diciendo a sus fans «cambio y fuera, los quiero».

## Producción y embalaje
Daddy Yankee coprodujo y programó todos los temas y grabó las melodías de «Uno Quitao' y Otro Puesto» y «Campeón», así como su batería, y las trompetas y el bajo sintetizados de «El Abusador del Abusador». El dúo de producción estadounidense y los colaboradores de mucho tiempo Play-N-Skillz produjeron seis pistas. Los productores puertorriqueños de El Cartel Records JBD, OMB y Nekxum produjeron ocho, siete y cinco pistas cada uno, respectivamente. El productor mexicano Scott Summers trabajó en cuatro canciones, mientras que el productor panameño Dímelo Flow y el miembro del grupo colombiano ChocQuibTown, Slow Mike, produjeron tres juntos. El productor dominicano y colaborador desde hace mucho tiempo Luny, la mitad del dúo de producción Luny Tunes, que trabajó en Barrio Fino (2004) de Daddy Yankee, produjo dos pistas, incluido el sencillo «Rumbatón». El productor puertorriqueño Tainy produjo el sencillo «X Última Vez»; agradeció a Daddy Yankee por inspirarlo y escribió que «estar en [su] último álbum es increíble para un niño que creció escuchándolo».
Otros productores incluyen a los puertorriqueños Chris Jeday, Gaby Music, Alex Killer y Wiso Rivera, los panameños BK y Jhon El Diver, los dominicanos Blu Rey, los estadounidenses GOKB y los colombianos Maki Váez. El disc jockey mexicano DJ Morphius y el dúo de producción estadounidense Muzik Junkies recibieron crédito por el uso de su canción «Trompeta y Guaracha» en «Hot». Todos los productores también fueron acreditados como programadores y compositores. Gaby Music, quien produjo varios sencillos para Daddy Yankee y fue una de las ingenieras de grabación de «Despacito» (2017), posteó que fue un «privilegio haber trabajado con uno de los artistas que [lo] motivó a hacer música. El álbum fue grabado por OMB, Dímelo Flow, Gaby Music, Luny, Play-N-Skillz, el productor puertorriqueño La Paciencia, el productor estadounidense-nigeriano Eman y la ingeniera de audio estadounidense Kellie McGrew. Fue mezclado por OMB, Luny, Play-N-Skillz, Blu Rey, Tainy y los ingenieros de audio estadounidenses Vinny DeLeón y Luis Barrera Jr.; este último también proporcionó una mezcla inmersiva para nueve pistas. Fue masterizado por el ingeniero estadounidense Michael Fuller en Fullersound en Fort Lauderdale, Florida.
La portada fue diseñada por la empresa puertorriqueña de diseño gráfico Altoons Design, con la dirección creativa de Alexis Hernández, quien trabaja para Daddy Yankee y el sello Pina Records de su manager Raphy Pina desde 2015. Representa la cabeza de un adulto, cabra envejecida, herida y manchada de sangre con cuernos de oro, que ha sido interpretada como la experiencia de Daddy Yankee y su «realeza, riqueza o alto estatus social», así como un «símbolo de resistencia». El término «GOAT» también es un acrónimo de la expresión «Greatest of All Time» (en español: «El más grande de todos los tiempos»), que Daddy Yankee utiliza con frecuencia. Concibió «Legendaddy», una combinación de «leyenda» y «papá», después de notar el nombre de la productora Legendary Entertainment mientras miraba una película. Quería usar «Legendaddy» como el nombre de su propio museo, que abrió temporalmente en Puerto Rico en 2019, porque tiene la misma pronunciación que «legendary» en inglés, pero Raphy Pina lo convenció de usarlo como el en su lugar, el título del álbum.

## Lanzamiento
Legendaddy se lanzó digitalmente el 24 de marzo de 2022, en CD el 26 de septiembre de 2022 y en vinilo el 6 de enero de 2023 a través del sello propio de Daddy Yankee, El Cartel Records, y Republic Records de Universal Music Group. En los Estados Unidos, el disco debutó en el número ocho en el Billboard 200 en la semana que finalizó el 9 de abril de 2022 con 29 000 unidades equivalentes a álbumes, calculadas a partir de 38,49 millones de reproducciones bajo demanda y 2000 ventas puras. Fue el álbum latino con el puesto más alto, el debut más grande y el primero entre los 10 primeros en la lista desde El último tour del mundo de Bad Bunny en la edición del 12 de diciembre de 2020. Es el álbum con las listas más altas de Daddy Yankee en el país y su segundo top 10 después de El Cartel: The Big Boss (2007), aunque abandonó la lista después de seis semanas, convirtiéndose en la quinta entrada corriente más larga en el Billboard 200. También se convirtió en su séptimo número uno en la lista de los mejores álbumes latinos de Estados Unidos, donde pasó una semana en la primera posición y 33 en total. Posteriormente, recibió una certificación de platino latino por parte de la Recording Industry Association of America (RIAA) por unidades de más de 60,000 ventas más unidades equivalentes, la más alta de mediados de año para un álbum latino lanzado en la primera mitad de 2022. Fue el decimonoveno álbum latino con mejor desempeño de 2022 en los Estados Unidos.
En España, Legendaddy debutó y alcanzó el puesto número dos en la edición del 31 de marzo de 2022 y se registró durante 38 semanas en total, convirtiéndose en su álbum más alto y de mayor duración en el país. Escribiendo para el sitio web de música en español Jenesaispop, Sebas Alonso opinó que su ubicación en las listas de éxitos en España se vio afectada por la falta de un lanzamiento físico. Recibió una certificación de oro en España por más de 20.000 unidades equivalentes a álbumes. También se convirtió en su récord de mayor rango en Suiza después de debutar en el número 17 en la semana que finalizó el 3 de abril de 2022, aunque solo pasó dos semanas en la lista, por debajo de las 22 de Barrio Fino. También alcanzó el número 77 en Italia y el 78 en Canadá, convirtiéndose en su primer álbum en ingresar a la última lista, y se registró durante una semana en ambos países en las ediciones del 31 de marzo y el 9 de abril de 2022, respectivamente. Sus canciones acumularon un total de más de mil millones de reproducciones en todo el mundo hasta el 12 de julio de 2022.

### Promoción

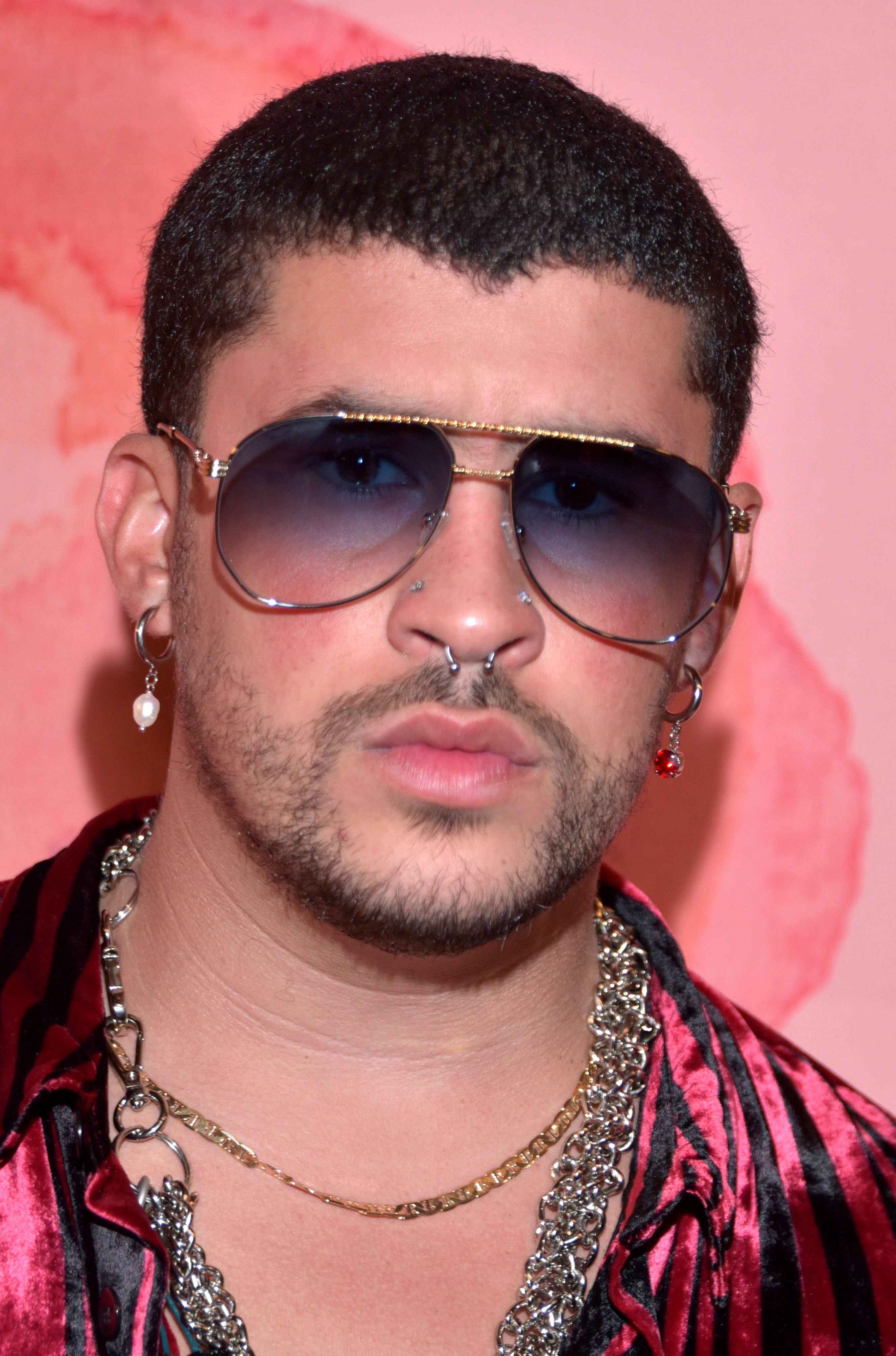
Si bien Daddy Yankee consideraba que «Rumbatón» era «el buque insignia del álbum», «X última vez», con Bad Bunny (en la foto), fue su tema con mejor interpretación en varios países.

Los videos musicales de nueve canciones se estrenaron simultáneamente con el lanzamiento del álbum el 24 de marzo de 2022: «Rumbatón», «Agua» y «La Ola», los tres dirigidos por el cineasta dominicano Marlon Peña; «Remix», «Bombón» y «Hot», las tres dirigidas por el director venezolano Daniel Durán; «Zona del Perreo» y «El Abusador del Abusador», ambas dirigidas por el director mexicano Fernando Lugo; e «Impares», dirigida por el director venezolano Nuno Gomes. Le siguieron los videos musicales de «X Última Vez» el 6 de abril de 2022 y «Para Siempre» el 2 de junio de 2022, dirigidos por Lugo y Jasz, respectivamente. El 23 de junio de 2022 se anunció un video musical de «Pasatiempo». Durante la filmación de los videos musicales, y para evitar que las canciones se filtren en línea, los bailarines usaron monitores internos para escuchar las pistas mientras el público y los extras escucharon un patrón de batería de reguetón genérico a través de los parlantes.
Los sencillos «X Última Vez», «Rumbatón» y «Remix» alcanzaron los puestos 23, 82 y 147 en el Billboard Global 200, respectivamente. Además, «Agua» alcanzó el número 189 en Billboard Global Excl., un gráfico de Estados Unidos. En los Estados Unidos, «X Última Vez» fue la única canción de Legendaddy en ingresar al Billboard Hot 100, alcanzando el puesto 73 y finalmente recibiendo una certificación de triple platino latino por parte de la RIAA por unidades de más de 180,000 transmisiones equivalentes a pistas. También alcanzó el número cinco en Hot Latin Songs, donde también se ubicaron otras 11 pistas del álbum, incluido «Remix» en el número 13, que luego fue certificado platino latino. Del mismo modo, 12 pistas también se clasificaron dentro del Top 100 español, con «Rumbatón» como la canción más alta del álbum, alcanzando el número 11 y posteriormente recibiendo una certificación de platino por unidades de más de 60.000 pistas equivalentes. «X Última Vez» fue certificado oro en España.
En Latinoamérica, tanto «Rumbatón» como «X Última Vez» llegaron al top 10 en Chile, Ecuador, Honduras y Perú; el primero también alcanzó el top 10 en El Salvador y Uruguay, mientras que el segundo lo hizo en Bolivia, Colombia, Costa Rica, República Dominicana, México y Puerto Rico. «Remix» alcanzó el puesto número uno en Puerto Rico y el top 10 en Honduras, mientras que «Bombón» alcanzó el top 10 en El Salvador y Nicaragua. Adicionalmente, «Agua» y «El Rey de lo Imperfecto» alcanzaron su punto máximo dentro del top 20 en Panamá y El Salvador, respectivamente, mientras que «Para Siempre» y «Pasatiempo» lo hicieron en Chile.

### Gira
La Última Vuelta World Tour fue la última gira de conciertos de Daddy Yankee, programada para comenzar en Torremolinos, España el 16 de julio de 2022 y finalizar el 3 de diciembre de 2023 en San Juan, Puerto Rico. El final de la gira conmemora los 30 años de un tiroteo ocurrido el 6 de enero de 1993, que frustró su sueño de convertirse en beisbolista profesional pero le permitió concentrarse por completo en su carrera musical.
Como parte de la euforia que causó el retiro de los escenarios, los usuarios de internet con más edad comenzaron a generar presión a los consumidores más jóvenes para que abarroten las entradas el día de la venta usando diversos mensajes llamativos para persuadirlos de no quitarle entradas.

## Recepción comercial

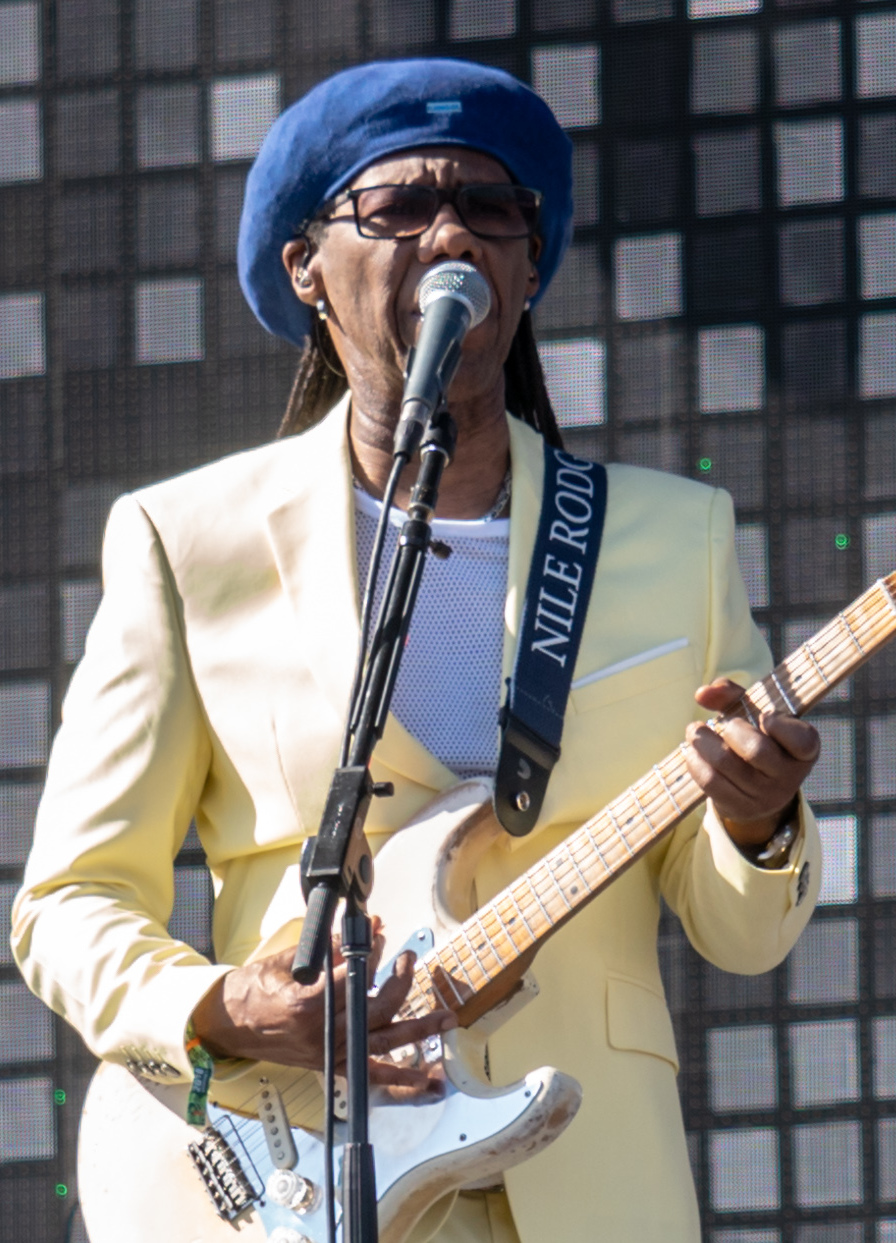
Daddy Yankee tachó un elemento de su lista de deseos al trabajar con Nile Rodgers (en la foto) en «Agua», una canción especialmente elogiada por los críticos como refrescante, sorprendente y emocionante.

Gary Suárez de Rolling Stone le dio a Legendaddy un 4 de 5, afirmando que es el mejor álbum de Daddy Yankee desde Barrio Fino debido a su «rechazo tácito de la nostalgia» y «enfoque prospectivo» a través de temas contemporáneos, como «La Ola» y «Enchuletiao», y la elección de una «cosecha más joven de colaboradores vocales identificables». Con respecto a las características de los invitados, se refirió a «Pasatiempo» como una «colaboración de golpes» y «X Última Vez» como un «destacado de asalto». Sin embargo, Suárez también escribió que el disco «tiene sus defectos, reflejando en gran medida la historia [de Daddy Yankee] de tomar decisiones dudosas que conducen a álbumes desiguales». Las «antiguas improvisaciones» y «Hot» de Lil Jon, que describió como una «escucha desafiante». A pesar de eso, Suárez afirmó que Legendaddy es una «vuelta de la victoria marcada por decisiones seguras» y un «rayo de gloria» para el retiro de Daddy Yankee.
Isabelia Herrera de The New York Times escribió que Legendaddy «honra todos los estilos de la trayectoria [de Daddy Yankee]», destacando su flexibilidad, que «le permitió sobrevivir como una figura importante en el juego de un artista joven». También afirmó que «los momentos más dinámicos llegan cuando [él] busca la magia del pasado», elogiando las pistas «Uno Quitao' y Otro Puesto» como una «explosión corrosivamente efectiva de posturas al final de su carrera» y «Enchuletiao» como un «recordatorio de sus habilidades técnicas», y agregó que «no había sonado tan eléctrico, tan deliciosamente abrasivo en años». Hererra también elogió «Rumbatón» y «El Abusador del Abusador» como «llamadas nostálgicas a las fusiones de salsa y reguetón de mediados de la década de 2000», «Remix» y «Bloke» como «juguetes clásicos del reguetón» y «Agua» como un «refrescante momento de aventura». Por otro lado, encontró que una «buena parte de las canciones» seguían «formatos pop prosaicos y predecibles», y describió a «Para Siempre» como una «balada de popetón suave y de medio tiempo», «La Ola» y «Zona del Perreo» suena como «fueron diseñados para la lista de reproducción 'Viva Latino' de Spotify» y «Bombón» y «Hot» como «pasos en falso atroces».
Los editores latinos de Billboard describieron el álbum como una «mezcla de puro reguetón, heavy trap y pistas experimentales, todo mientras se mantiene fiel a su esencia». El staff eligió «X Última Vez», «Zona del Perreo», «Para Siempre», «El Abusador del Abusador», «Campeón», «La Ola», «El Rey de lo Imperfecto» y «Agua». como canciones esenciales del disco, refiriéndose a este último como «uno de los temas más sorprendentes de Legendaddy» por «sacar a Daddy Yankee por completo de su zona de confort». Lucas Villa de Spin elogió el disco como una «impresionante fusión del legado del reguetón» y destacó «Pasatiempo» como una «delicia de pista de baile» y una «colisión perfecta y mágica de dos mundos musicales muy diferentes entre su ritmo de reguetón y el sample de «Show Me Love» de Robin S., así como «Rumbatón» para su «colorida celebración de las raíces de Daddy Yankee en el género» y «Agua», a la que se refirió como un «juego irresistible con infusión de pop» y uno de los «momentos más emocionantes» del álbum. Villa terminó su reseña afirmando que «Daddy Yankee está a la altura del estado de CABRA representado en la portada de Legendaddy por última vez».
Escribiendo para el periódico puertorriqueño El Nuevo Día, Sugeiny Tirado describió a Legendaddy como un disco «para todos los que escuchan reguetón» porque «sin Daddy Yankee la industria hubiera sido completamente diferente». Tirado también escribió que es un disco «lleno de estribillos pegadizos» que al mismo tiempo «deja un sabor agridulce» por el retiro del rapero. Jeanette Hernández de Remezcla afirmó que el disco fue ejecutado «de una manera que, de principio a fin, te hace sentir que estás viviendo todo su legado», y seleccionó los temas «Bombón», «Rumbatón», «Agua», «Caliente», «Para Siempre» y «X Última Vez» como sus aspectos más destacados. Un editor del sitio web de noticias argentino Filo News lo describió como una «sucesión de éxitos» y elogió a «Uno Quitao 'y Otro Puesto» como el tema que se destaca sobre el resto por su letra. Thom Jurek de AllMusic le dio un 3,5 sobre 5 y eligió «Campeón», «X Última Vez», «Para Siempre», «Agua», «Zona del Perreo» y «La Ola» como los aspectos más destacados del disco.
Jordi Bardají del sitio web de música en español Jenesaispop le dio a Legendaddy un 4 sobre 5 y afirmó que, a pesar de no progresar musicalmente en el reguetón, el álbum «brinda un puñado de éxitos», comentando positivamente sobre «Pasatiempo» y «Campeón», mientras criticaba la introducción por sonar «fake» y «La Ola», «Impares» y «Hot» por ser «prescindibles». Luis Maínez de la revista española Mondo Sonoro calificó el álbum con un 6 sobre 10, escribiendo que carece de los «momentos épicos» como los que ayudaron a mejorar su carrera. Aprobó las colaboraciones, a pesar de «no sobresalir», pero criticó las funciones invitadas por Maínez finalizó su reseña afirmando: «Nos despedimos de Daddy Yankee con el corazón en la mano mientras pagamos una copa en la barra porque está a punto de sonar una de sus canciones en el mejor momento de la noche, una canción que, seguramente, no será de Legendaddy».

### Reconocimientos
Legendaddy fue clasificado como el 24º mejor álbum general y el 12º mejor álbum en español de 2022 por Rolling Stone, y la revista lo describió como «una última vuelta de la victoria que captura la magia de su carrera de tres décadas», mientras que el sencillo «X Última Vez» ocupó el puesto 80 en su ranking de mejores canciones del año. La edición en español de la publicación lo consideró uno de los discos en español más importantes del año, describiéndolo como una «carta de amor al género». El colaborador de Uproxx, Lucas Villa, lo consideró uno de los mejores álbumes latinos del año y escribió que «la G.O.A.T. de la música reguetón no dejó escapar su corona», mientras que los editores de la plataforma de transmisión Audiomack lo incluyeron en su lista no clasificada «50 mejores álbumes de 2022». Legendaddy también fue seleccionado por Univisión como uno de los mejores álbumes del año, mientras que Milenio lo ubicó en el séptimo lugar de su lista de los 10 mejores de 2022. «X Última Vez» fue seleccionada por Time como una de las mejores canciones latinas del año.
Fue nominado a un Premio Grammy al mejor album de música urbana en la 65.ª edición de los Premios Grammy, obteniendo su quinta nominación al Grammy y convirtiéndose en su segundo álbum nominado en el evento. «Agua» fue nominado a un Premio Grammy Latino a la canción del año en la 23.ª entrega anual de los Premios Grammy Latinos, mientras que Legendaddy se convirtió en el primer álbum de Daddy Yankee desde Barrio Fino en no recibir una nominación de la Academia Latina de la Grabación. En la tercera edición de los Premios Tu Música Urbano, Legendaddy y «X Última Vez» recibieron los premios Álbum del año - Artista masculino y Mejor canción - Pop urbano, respectivamente, mientras que «Agua" fue nominado a Video del año. En la decimonovena edición de los Premios Juventud, Legendaddy y «Bombón» fueron nominados a Álbum del año y Mejor desafío de baile social, respectivamente. En la 17.ª edición de LOS40 Music Awards, el disco y «Rumbatón» recibieron nominaciones a Global Latin - Mejor álbum y Global Latin - Mejor video, respectivamente.

## Lista de canciones
El artista lanzó la lista de canciones el día 22 de marzo de 2022 mediante su cuenta de Twitter.

| N.º   | Título                                          | Escritor(es)                                                             | Productor(es)                                                          | Duración |  |
| 1.    | «Legendaddy (intro)» (con Michael Buffer)       | Ramón Ayala, Michael Buffer, Bruce Buffer, Daddy Yankee                  | Play-N-Skillz, OMB, JBD                                                | 0:48     |  |
| 2.    | «Campeón»                                       | Ramón Ayala                                                              | Dímelo Flow, Slow Mike                                                 | 3:14     |  |
| 3.    | «Remix»                                         | Ramón Ayala, Héctor Birriel                                              | Nekxum, OMB, JBD, Daddy Yankee                                         | 2:43     |  |
| 4.    | «Pasatiempo» (con Myke Towers)                  | Ramón Ayala, Michael Torres, Héctor Birriel, Monique Fonseca             | Play-N-Skillz, JBD, Daddy Yankee                                       | 3:24     |  |
| 5.    | «Rumbatón»                                      | Ramón Ayala, Gabriel Cruz                                                | Eliel, Luny Tunes, Daddy Yankee                                        | 4:08     |  |
| 6.    | «X última vez» (con Bad Bunny)                  | Ramón Ayala, Benito Martínez                                             | Tainy, Daddy Yankee                                                    | 3:12     |  |
| 7.    | «Para siempre» (con Sech)                       | Ramón Ayala, Carlos Morales                                              | Dímelo Flow, Slow Mike, BK, Jhon el Diver, Daddy Yankee                | 3:30     |  |
| 8.    | «Uno quitao y otro puesto»                      | Ramón Ayala, Héctor Birriel                                              | Nekxum, OMB, JBD, Daddy Yankee                                         | 3:09     |  |
| 9.    | «Truquito (skit)»                               | José Torresola                                                           | Nekxum, OMB, JBD, Wiso, Daddy Yankee                                   | 0:26     |  |
| 10.   | «El abusador del abusador»                      | Ramón Ayala, Tyron Hernández                                             | Nekxum, OMB, JBD, Wiso, Daddy Yankee                                   | 2:41     |  |
| 11.   | «Enchuletia'o»                                  | Ramón Ayala, Héctor Birriel, Denis Omar                                  | Alex Killer, G.O.K.B., Maki Vaez, Daddy Yankee                         | 3:09     |  |
| 12.   | «Agua» (con Rauw Alejandro y Nile Rodgers)      | Ramón Ayala, Raúl Ocasio, Raúl Treviño, Rafael Regginalds, David Fajardo | Nile Rodgers, Scott Summers, Play-N-Skillz, Daddy Yankee               | 3:24     |  |
| 13.   | «Zona del perreo» (con Natti Natasha y Becky G) | Ramón Ayala, Natalia Gutiérrez, Rebecca Gomez, Carlos Rivera             | Chris Jedi, Gaby Music, Daddy Yankee                                   | 3:11     |  |
| 14.   | «Hot» (con Pitbull)                             | Ramón Ayala, Armando Pérez                                               | Play-N-Skillz, Scoot Summers, Muzik Junkies, DJ Morphius, Daddy Yankee | 2:34     |  |
| 15.   | «La ola»                                        | Ramón Ayala, Justin Quiles                                               | Dímelo Flow, Slow Mike, BK, Daddy Yankee                               | 3:11     |  |
| 16.   | «Bombón» (con el Alfa y Lil Jon)                | Ramón Ayala, Emmanuel Herrera, Jonathan Smith                            | Play-N-Skillz, Scott Summers, Daddy Yankee                             | 3:02     |  |
| 17.   | «El rey de lo imperfecto»                       | Ramón Ayala, Tyron Hernández                                             | Play-N-Skillz, Scott Summers, Daddy Yankee                             | 2:36     |  |
| 18.   | «Impares»                                       | Ramón Ayala, Tyron Hernández                                             | Nekxum, OMB, JBD, Daddy Yankee                                         | 3:15     |  |
| 19.   | «Bloke»                                         | Ramón Ayala, Christian Ramirez                                           | Luny Tunes, Blu Rey, OMB, JBD, Daddy Yankee                            | 2:44     |  |
| 54:30 |                                                 |                                                                          |                                                                        |          |  |

### Bonus Tracks
| Listado de pistas extras de "Legendaddy" |                                                |                                                                 |                                                                               |          |  |
| N.º                                      | Título                                         | Escritor(es)                                                    | Productor(es)                                                                 | Duración |  |
| 1.                                       | «La hora y el día» (con Justin Quiles y Dalex) | Ramón Luis Ayala Rodríguez • Justin Quiles • Daleccio Torres    | Dímelo Flow, OMB, Rike Music, Jhon El Diver, DJ Rafy Mercenario, Daddy Yankee | 3:37     |  |
| 2.                                       | «Beachy» (con Omar Courtz)                     | BCA • Ramón Luis Ayala Rodríguez • Justin Quiles • Omar Courtz. | Dímelo Flow • BK • PM                                                         | 2:41     |  |
| 6:18                                     |                                                |                                                                 |                                                                               |          |  |

## Gira musical
- La Última Vuelta World Tour (2022)
- La Meta (2023)

## Posicionamiento en listas
| Listas (2020)                  | Mejor posición |
| ------------------------------ | -------------- |
| Canadian Albums (Billboard)    | 78             |
| España (Promusicae)            | 2              |
| Billboard 200 (Billboard)      | 8              |
| Top Latin Albums (Billboard)   | 1              |
| Italia (FIMI)                  | 77             |
| Swiss Albums (Swiss Hitparade) | 17             |

## Certificación
| País (certificador)   | Certificación   | Ventas certificadas |
| --------------------- | --------------- | ------------------- |
| Estados Unidos (RIAA) | Platino (Latin) | 60 000              |